# Béla Imrédy

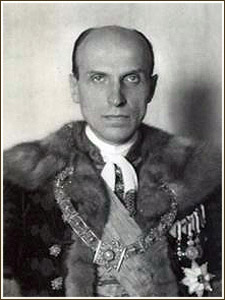
Béla Imrédy

Béla Imrédy de Ómoravicza (Boedapest, 29 december 1891 - Boedapest, 28 februari 1946) was een Hongaars politicus. Van 1938 tot 1939 was hij premier van Hongarije en in 1944 minister van Economie in de regering van Döme Sztójay.

## Biografie
Na zijn rechtenstudies begon Imrédy zijn carrière op het ministerie van Financiën. In 1928 werd hij directeur van de Nationale Bank van Hongarije en nam deel aan verschillende internationale geldwezenconferenties. Hij was minister van Financiën in de regering van Gyula Gömbös. Na diens dood op 6 oktober 1936 trad hij af als minister en werd hij voorzitter van de Nationale Bank.
Op 14 mei 1938 werd hij aangesteld als eerste minister. Na meerdere - vergeefse - pogingen om steun te verkrijgen van de westerse geallieerden, zocht hij toenadering tot de Duitse politiek. Imrédy voerde anti-joodse wetgeving in, die gebaseerd was op de rassenwetten van Neurenberg. Op 16 oktober 1939 trad hij af, toen de oppositie hem wees op het feit dat hij een joodse overgrootmoeder had. Desalniettemin bleef hij aan het hoofd staan van verschillende rechtse organisaties en als minister van Economie in 1944 stelde hij de Hongaarse economie ten dienste van de Duitse oorlogseconomie.
Na de Tweede Wereldoorlog leverden de VS hem conform de Verklaring van Moskou aan Hongarije uit. In Boedapest werd hij vervolgens door het Hongaarse volksgericht wegens oorlogsmisdaden ter dood veroordeeld en geëxecuteerd. Volgens de conservatieve Hongaarse politicus István Bethlen had "geen andere politicus in de parlementaire geschiedenis van Hongarije zoveel onheil ontketend als Imrédy".